# The Fine Art of Murder
The Fine Art of Murder är det amerikanska death metal-bandet Malevolent Creations sjätte studioalbum, som gavs ut den 27 oktober, 1998 av Pavement Music.
Albumet spelades in av Brian Griffin i Qualitone Studios. System Shock gav ut albumet i Tyskland

## Låtförteckning
1. "To Die Is at Hand" – 3:38
2. "Manic Demise" – 3:02
3. "Instinct Evolved" – 4:43
4. "Dissect the Eradicated" – 3:15
5. "Mass Graves" – 6:18
6. "The Fine Art of Murder" – 5:52
7. "Bone Exposed" – 3:34
8. "Purge" – 2:47
9. "Fracture" – 6:34
10. "Rictus Surreal" – 4:30
11. "Scorn" – 3:11
12. "Day of Lamentation" – 7:04
13. "Scattered Flesh" – 2:12

- Text och musik: Malevolent Creation

## Medverkande
Musiker (Malevolent Creation-medlemmar)
- Brett Hoffman – sång
- Phil Fasciana – gitarr, keyboard
- Rob Barrett – gitarr
- Gordon Simms – basgitarr
- Dave Culross – trummor

Produktion
- Brian Griffin - producent, ljudtekniker, ljudmix
- Malevolent Creation – producent
- Sue Coronado – foto